# Переход через Красное море (Пуссен)
«Переход через Красное море» (фр. La Traversée de la Mer Rouge; англ. The Crossing of the Red Sea) — картина французского живописца Никола Пуссена, написанная между 1632 и 1634 годами. Находится в Национальной галерее Виктории в Мельбурне (Австралия).

## Сюжет и описание
Эта картина была заказана итальянским коллекционером-новатором Амедео даль Поццо (1579—1644). Даль Поццо хотел создать серию работ, иллюстрирующих события из жизни Моисея, для своего дворца в Турине, и художник французского происхождения Николя Пуссен был идеальным выбором. Работы Пуссена основаны на изучении классических древностей, но при этом были поразительно современными благодаря использованию цвета и сложности композиции. Сюжет взят из 14 главы ветхозаветной книги Исход и показывает момент после того, как Красное море закрывается над преследующей египетской армией, тем самым спасая бегущих израильтян.

## История
Полотно «Переход через Красное море» было создано как часть пары картин, второй из которых была «Поклонение золотому тельцу», по заказу Амадео даль Поццо, маркиза ди Вогера из Турина, двоюродного брата Кассиано даль Поццо, главного спонсора Пуссена в Риме. К 1685 году картины перешли к шевалье де Лоррен, а в 1710 году их купил Бенинь де Рагуа де Бретонвиль.
В 1741 году пара была куплена у Самуэля сэром Джейкобом Бувери, чей сын Уильям стал первым графом Рэднора. Графы Рэднора владели картинами до 1945 года, когда эти парные полотна впервые разделились, и «Поклонение золотому тельцу» было продано Национальной галерее в Лондоне. «Переход через Красное море» был приобретён Кеннетом Кларком для Национальной галереи Виктории в 1948 году на деньги из завещания Фелтона, фонда, первоначально оставленного галерее в 1904 году промышленником Альфредом Фелтоном. В 2011 году картина была реставрирована.